# Aleksandr Mozjajskij
Aleksandr Fjodorovitj Mozjajskij (ryska Александр Фёдорович Можайский), född 1825, död 1890, var en rysk marinofficer (amiral).
Mozjajskij bedrev försök med modellflygplan som drogs fram och upp av framrusande hästar. Resultaten från försöken ledde till konstruktion och byggande av ett flygplan i fullskala. Efter att han visat ritningar fick han patent på farkosten 1881.
Flygplanet hade en spännvidd på 23 meter med en vikt på 800 kilo. Maskinen drevs av en ångmaskin som fördelade kraften till tre fyrbladiga propellrar. Första flygningen genomfördes 1883 med I.N. Golubev som pilot. Man startade i en utförsbacke där man byggt upp en lutande ramp för att minska motståndet mot marken. Flygplanet kom upp i luften men klarade inte av att hålla sig i där utan den återvände ganska snart till marken. Under Stalintiden gjorde man i Sovjet anspråk på att detta var världens första motordrivna flygning, men västvärlden betecknade flygningen som ett längre lufthopp liknande den flygning du Temple genomförde 1874.

## Eftermäle
Asteroiden 2850 Mozhaiskij är uppkallad efter Aleksandr Mozjajskij.